# 2039 Payne-Gaposchkin
2039 Payne-Gaposchkin este un asteroid din centura principală, descoperit pe 14 februarie 1974, de Harvard Observatory.